# Astillero de Puerto Real
El Astillero de Puerto Real, o Factoría de Matagorda, es un astillero situado en el polígono de las Cabezuelas, en el municipio de Puerto Real, provincia de Cádiz, Andalucía, España. Fue inaugurado por el marqués de Comillas, Antonio López, en 1878, para dar servicio de reparaciones a los buques de la Compañía Transatlántica, y posteriormente dedicarse también a la construcción naval. Más tarde, fue cambiando de dueños; primero la Sociedad Española de Construcción Naval (SECN) y luego Astilleros Españoles.
Fue ampliado en 1972, aumentando su superficie en más de un millón de metros cuadrados (convirtiéndose en el mayor astillero del país) y construyéndose el segundo dique seco más grande de Europa, capaz de hacer buques de hasta 1 000 000 tpm. En 2001 pasa a pertenecer a IZAR, y en 2004, a Navantia.
Un gran motor económico para toda la Bahía, el astillero intenta competir ante las grandes factorías asiáticas mediante la especialización en buques de mayor valor añadido.

## Toponimia
Originalmente (antes de ser ampliado), el astillero era conocido como Factoría de Matagorda. Una vez que en 1972 se amplió, las instalaciones previas mantuvieron el nombre, mientras que la ampliación fue llamada Astillero de Puerto Real, considerándose un astillero aparte de la Factoría. Sin embargo, dado que no existe una separación real entre ambas instalaciones, y que la Factoría es en la actualidad un museo, el conjunto es popularmente conocido con ambos nombres.

## Historia

### Antonio López y Cía.
La historia del astillero de Puerto Real se inicia con Antonio López y López, marqués de Comillas, indiano y hombre de negocios cántabro propietario y fundador de la naviera de vapores correos A. López y Cía.
Cuando ésta recibió la adjudicación en 1861 del servicio postal con las Antillas, se trasladó su base a Cádiz dado que era el principal puerto de salida para los viajes marítimos transatlánticos. Además, para cumplir con los requerimientos y obligaciones contraídas con el estado, era necesario tener un gran control en el mantenimiento de los buques. El contrato con la naviera le permitía emplear para ello el dique grande del Arsenal de la Carraca cuando no estuviera ocupado por barcos de la Armada. Sin embargo, las necesidades de la compañía no podían subordinarse a las limitadas posibilidades de uso de dicha instalación militar.
Por ello se barajaron diversas opciones para disponer de medios propios para la reparación de buques; un carenero de rampa, un dique flotante y finalmente, en 1868 y tras renovar con el estado por diez años, se decidió la construcción de un dique seco en la bahía de Cádiz.
El estudio de localización fue encargado a la empresa británica Thompson y Noble, decidiéndose como lugar la playa de Matagorda, cerca de la isla del Trocadero.

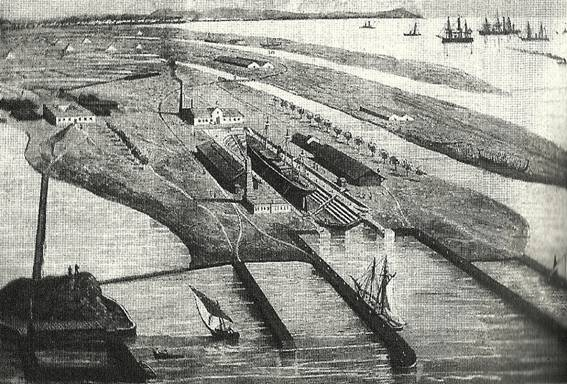
Grabado del dique en sus primeros años

El astillero fue proyectado por los ingenieros escoceses Bell y Miller, como un dique seco de 156,5 metros de eslora, 27,6 de manga y 8 de altura. Éste se completaba con una dársena de dos muelles de 120 metros de largo por seis de ancho, una casa de bombas, almacenes, talleres y elementos de maniobra para el trabajo del dique. El conjunto estaría realizado en piedra ostionera y cimentado sobre pilotes de madera debido a lo pantanoso del terreno.
Bajo la dirección del ingeniero Eduardo Pelayo, las obras comenzaron en septiembre de 1872 y terminaron en 1878, tardando dos años más de lo previsto. El coste, algo más de seis millones de pesetas de la época, superó con creces el presupuesto inicial, convirtiéndose en la obra civil más cara de la Bahía.
Las instalaciones se inauguraron con cierto retraso el 3 de julio de ese mismo año debido a la convulsa situación política y algunos problemas técnicos, con la entrada en sus instalaciones del vapor Guipúzcoa (inicialmente llamado Príncipe Alfonso) de la A. López y Cía.
Tras diversas dificultades burocráticas creadas por la situación del astillero en terrenos militares, en 1881 se pudo contar finalmente con una factoría competitiva en el mundo de las reparaciones navales. Se sumaron muchos más edificios al dique, entre una gran diversidad de talleres, instalaciones para los operarios y oficinas.

### Compañía Transatlántica
El 1 de julio de 1881, el marqués de Comillas hizo un movimiento trascendental en su carrera empresarial, constituyendo la Compañía Transatlántica. Tras su fallecimiento, en enero de 1883, pasaría a ser propiedad, junto a todo su imperio, de su hijo Claudio López Bru.

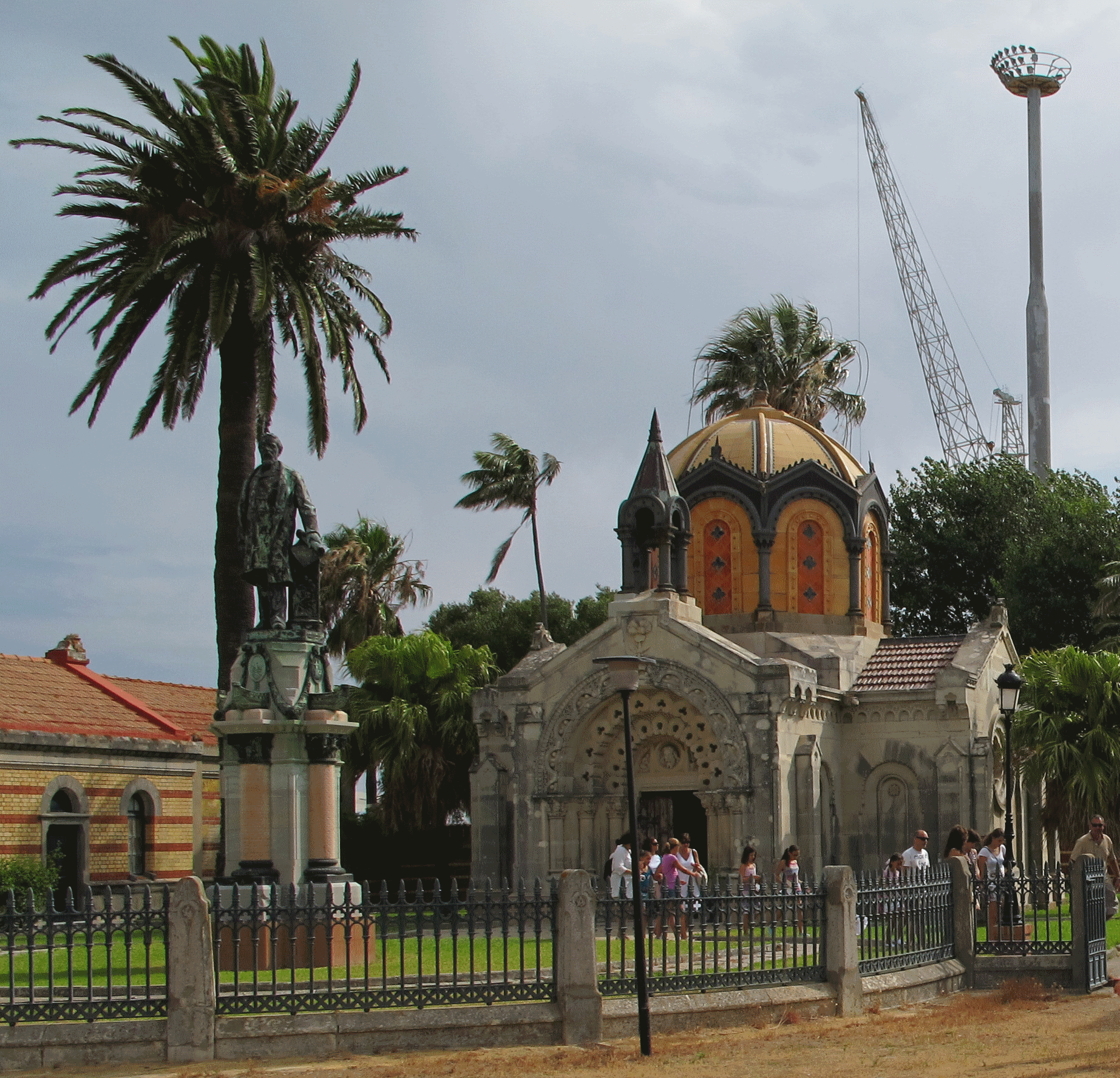
La capilla del astillero, con la estatua del marqués de Comillas delante, que fue construida durante el período de La Transatlántica.

Al mismo tiempo que la industria naval progresaba a pasos agigantados mediante la incorporación de nuevas tecnologías (como las mejoras en la máquina de vapor, la introducción del acero, y las turbinas Parsons) las navieras de todo el mundo construían barcos cada vez más grandes.
El astillero, que había continuado su negocio de reparaciones con cada vez mayor tráfico de barcos externos a la Compañía; volvió a ver ampliadas sus instalaciones, con una capilla y escuela-asilo para huérfanos, edificios que aún hoy existen. También se creó una escuela de maquinistas en la sede de la Transatlántica, que permitió disponer a la factoría de una maestranza más formada y eficaz.
Pero el mayor cambio ocurrió en 1888 a raíz de la renovación del contrato con el Estado en 1887 y el plan de escuadra de Rodríguez Arias: la entrada en el negocio de la construcción naval. Esta nueva actividad para el astillero exigía un acondicionamiento global de las instalaciones, la ampliación del terreno, talleres, la construcción de una grada y la compra de nueva maquinaria.
El astillero se inauguró en la construcción naval con su primera construcción, el Joaquín del Piélago, en honor a Joaquín del Piélago, socio de Antonio López. El buque era un vapor de 61,67 metros de eslora con destino a la línea de Tánger.
Con esta construcción, quiso demostrarse la capacidad de construir naves con materiales exclusivamente españoles. Sin embargo, no se pudo responder a todas las expectativas debido a las limitaciones de la industria española del siglo XIX y la lejanía de Cádiz respecto a los centros productores; que obligaron a recurrir al mercado extranjero.
El Piélago fue un buque caro y de construcción lenta, que se entregó en verano de 1892; dos años y medio después de su puesta de quilla en 1889; sin embargo resultó un buen vapor, destacando sus interiores, que sí que fueron totalmente gaditanos. Con esta nave se inicia una carrera de construcción naval que continúa hasta la actualidad.
Pese a esto, el astillero continuó con las reparaciones navales, actividades que le permitieron seguir adelante entre la incertidumbre económica y la omnipresente amenaza de cierre. También se dedicó a la transformación de los vapores de la Transatlántica en buques de transporte de tropas durante la Guerra de Independencia Cubana.
Llegaron a realizarse cuarenta construcciones hasta 1914, aunque veintiséis de ellas no superaron las 100 toneladas, y un gran porcentaje fue encargado por la propia Compañía. A partir de 1906, la situación se hizo insostenible, y la falta de trabajo obligó al astillero a buscar salidas en el mercado ferroviario. Todos los esfuerzos tenían la intención de mantener la factoría abierta a cualquier precio, y el precio a pagar fue muy alto, pues en marzo de 1914 el Astillero de Puerto Real era vendido a la Sociedad Española de Construcción Naval (SECN), abriendo una nueva página en la vida de la factoría.

### Sociedad Española de Construcción Naval
El día 27 de marzo de 1914, las instalaciones se incorporaron a la Sociedad Española de Construcción Naval, ganando un mayor peso en el mercado naval español. Sin embargo, con el inicio de la Primera Guerra Mundial, las mejoras en el astillero se ralentizaron y los problemas de suministros fueron causando retrasos en los pedidos de la factoría. Tras la paz, el proteccionismo y el descenso en picado del comercio internacional provocó que la construcción de nuevos barcos también sufriera un acusado descenso. Además, la situación comercial provocó la crisis en la Transatlántica, que seguía siendo el mayor cliente de la factoría. El astillero tuvo entonces que disputarse con la competencia el estrecho mercado de las reparaciones.
Por todos esos motivos, la factoría de Matagorda tuvo que hacer todo tipo de trabajos con el fin de sobrevivir: coches, vagones y furgones de tren en grandes cantidades, puentes ferroviarios e incluso butacas para un cine local.
El mercado se normalizó ligeramente a pesar de la crisis del 29 y el astillero fue adaptado a la construcción de petroleros tras a creación de CAMPSA. Pero la repentina sublevación militar que dio origen a la guerra civil española provocó la militarización de las instalaciones, que se centraron en la construcción y reparación de buques de guerra. En el final de la guerra fue ubicado en sus cercanías un campo de concentración de prisioneros republicanos que superó los cinco mil internos, operando al menos entre marzo y agosto de 1939.
Tras la cruenta contienda, la economía nacional quedó desmembrada y la rigidez de la oferta, la burocracia y la dictadura supusieron nuevos problemas para la factoría. Además, la Naval perdió el alquiler de los arsenales militares y quedó reducida a las instalaciones civiles.  Sin embargo, los encargos periódicos de CEPSA, CAMPSA y la Empresa Nacional Elcano permitieron al astillero seguir adelante pese a las limitaciones en el consumo eléctrico y materiales.
En 1956, sin embargo, la situación mejoró notablemente con la Ley de Crédito Naval, haciendo recuperar la capacidad perdida a los astilleros españoles.
El sector naval se expandió notablemente durante los años sesenta, llegando incluso a haber exceso de pedidos, y en consecuencia se modernizaron las instalaciones de la factoría, se adoptaron nuevas técnicas de construcción, como la prefabricación; y las políticas sociales de la empresa crecieron. Además, se inició un plan de formación profesional para la maestranza.
La gran demanda propició la aparición de una nueva generación de astilleros en el extranjero preparados para construir buques mayores y suplir los constantes pedidos. Los astilleros españoles quedaron rezagados, y con el objetivo de no sucumbir ante la competencia, el 1 de diciembre de 1969 se constituye Astilleros Españoles. Esta sociedad, fruto de la fusión de la Sociedad Española de Construcción Naval, Astilleros de Cádiz S.A. y la Compañía Euskalduna de Construcción Naval, supondrá una nueva etapa para el Astillero de Puerto Real y que le conllevaría grandes cambios.

### Astilleros Españoles
Gracias a dicha fusión de empresas de la industria naval, Astilleros Españoles S.A. pronto se convertiría en la mayor compañía pública del sector naval español, logrando la aprobación de algunos proyectos dentro de los compromisos de fusión. Uno de ellos era la creación de un nuevo astillero en la Bahía de Cádiz para naves de hasta 1 000 000 de tpm, con el objetivo de introducirse en el mercado de los pujantes superpetroleros. Dos años después del nacimiento de AESA, en septiembre de 1972 comenzaron las obras de ampliación.
Las obras cambiarían para siempre la imagen de la península del Trocadero, que en cuestión de meses pasaría de su paisaje de salinas y marismas por grandes estructuras metálicas, grúas y trozos de buques destinados a unirse en el nuevo dique seco, de 500 metros de longitud, que los ingenieros del proyecto NABAC habían diseñado. Unas obras faraónicas teniendo en cuenta el terreno y el tamaño —un millón de metros cuadrados— que comportarían también el traspaso de la antigua factoría a la nueva.

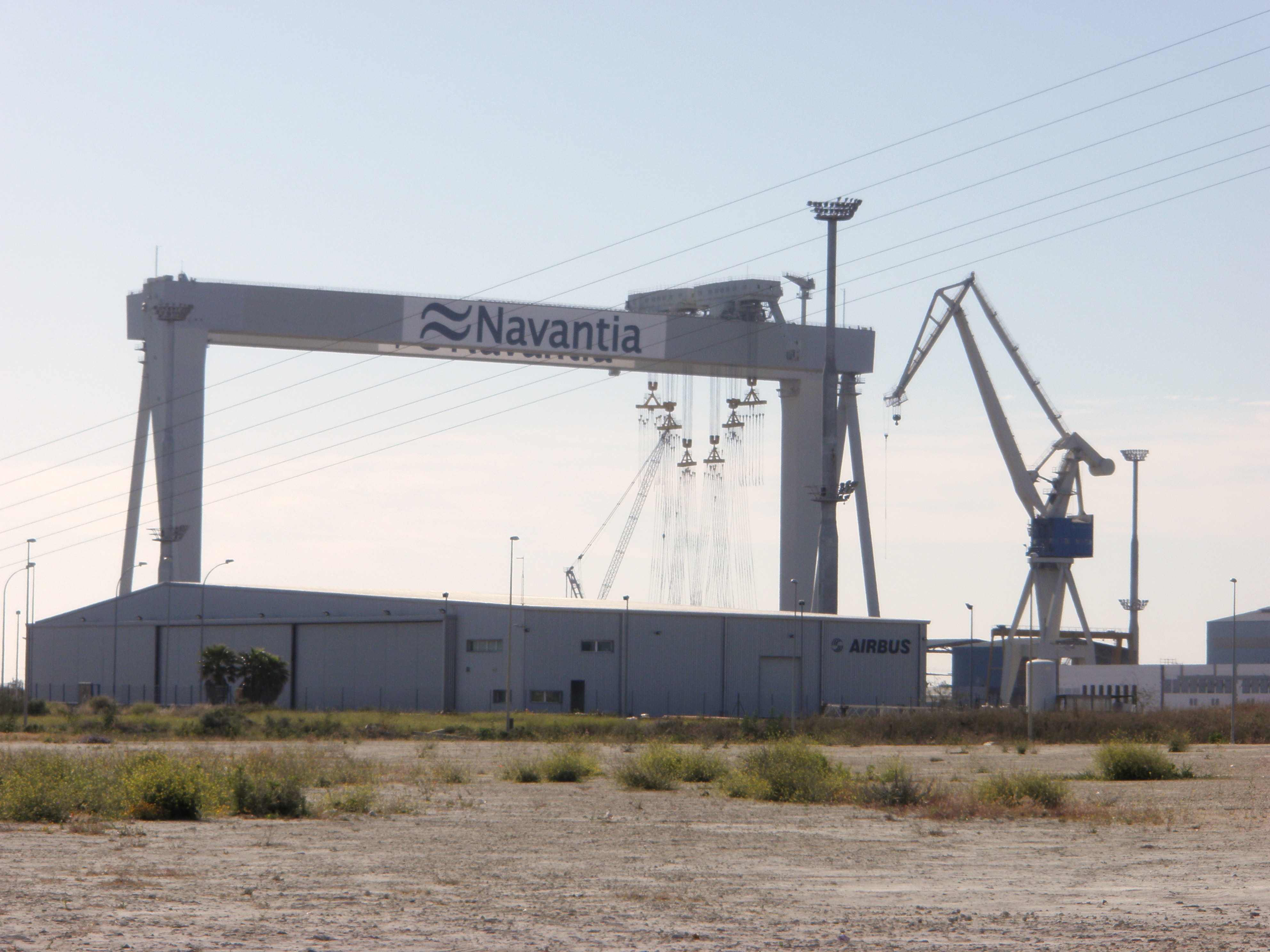
Una de las dos grúas pórtico del dique seco construido durante de la ampliación de 1972

Sin embargo, a finales del año siguiente la OPEP embargó los envíos de crudo a los países aliados de Israel, provocando una trepidante subida de los precios e iniciándose la primera crisis del petróleo. La demanda bajó inmediatamente mientras los países occidentales empezaban a buscar alternativas, resultando en que los superpetroleros para los que se había diseñado la fábrica ya no eran imprescindibles.  Y dos meses más tarde, se anuncia que el dictador Franco ha muerto, dándose inicio a la transición hacia la democracia, que junto a la incertidumbre económica determinó el futuro del astillero hasta los años noventa.
En los cuatro años restantes de la década de los setenta se entregan diez petroleros, la mitad de más de {238 000 tpm (tamaño VLCC) siendo los últimos supertanques que salían del astillero debido a la cada vez menor demanda de petroleros de gran tamaño. La situación económica pasó a ser insostenible haciendo que en 1979 en Instituto Nacional de Industria pase de participar en un 50 % en AESA a hacerlo al 100 %. Y entre dichos problemas, banderas coloridas aparecen en las vacías y sobredimensionadas instalaciones el 3 de julio de 1978, recordando que el astillero acababa de cumplir un siglo.
Los viejos problemas prevalecían mientras iban apareciendo nuevos conflictos. Todas estas dificultades hacían que existieran dudas sobre la supervivencia del astillero, que mientras unos creían que eso se sabría según cómo se desarrollaran las negociaciones de la CEE, otros preferían salir a la calle y protestar, traduciéndose en enfrentamientos entre manifestantes y fuerzas de seguridad.
Y entre manifestaciones, protestas y balas de goma se construyen en la factoría más de veinte buques entre graneleros, Ro-Ro, OBO y portacontenedores, que por el sobredimensionado de las instalaciones eran construidos en el dique seco a pares.

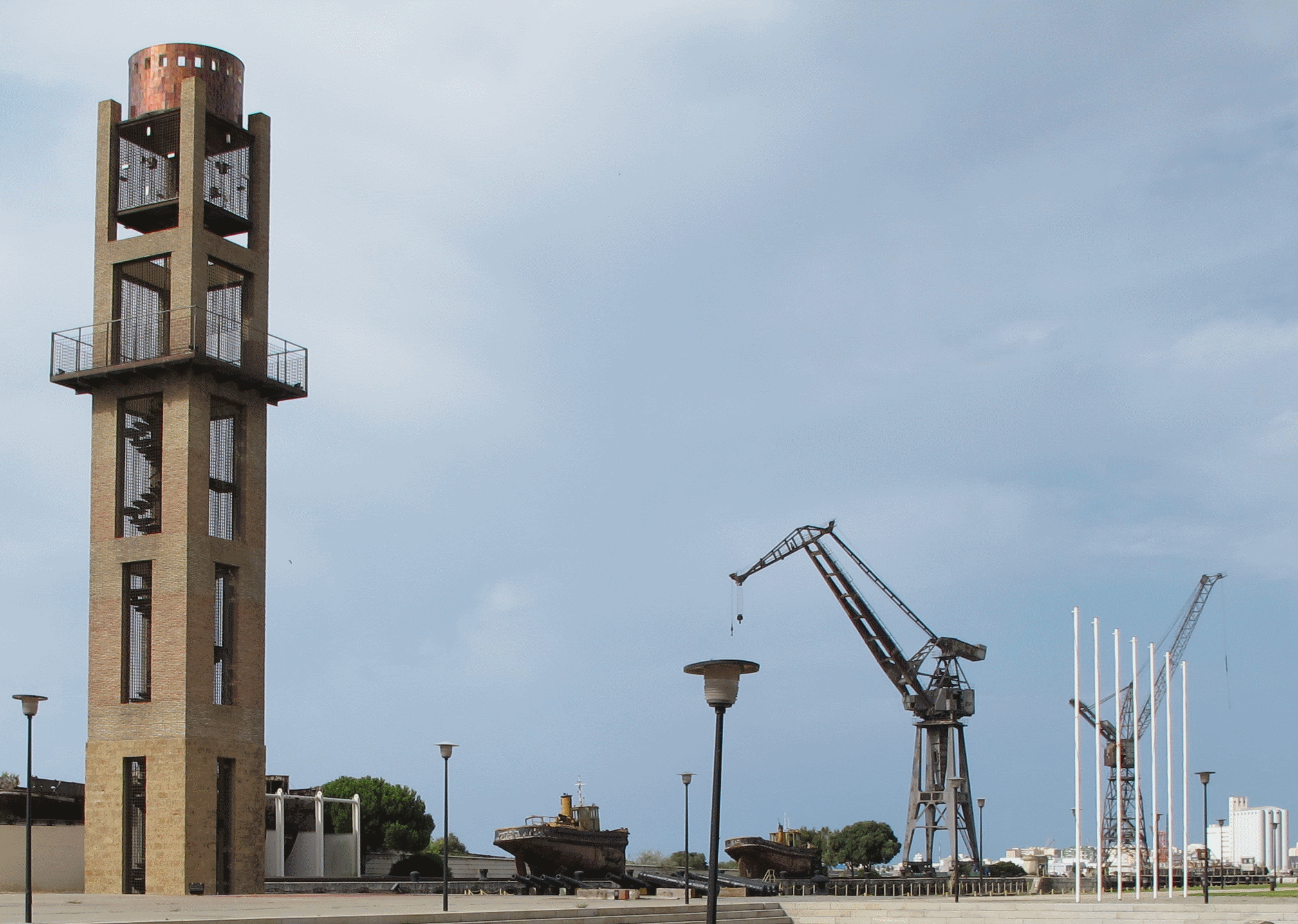
Vista del área histórica del astillero, siendo parte del dique original de 1878. Los dos barcos preservados son los vapores Matagorda y Torregorda utilizados en su día para trasladar a los trabajadores gaditanos al astillero. También se aprecia, a la derecha de la imagen, la grúa Zorroza de 1942.

Poco a poco, la situación fue mejorando gracias a los diversos planes e iniciativas desarrollados durante los noventa, que dieron prioridad al avance tecnológico y la inversión en mejoras comerciales y de gestión. Además, en abril de 1990 se celebra una exposición fotográfica con imágenes históricas de las instalaciones, que desembocaría en la creación del museo naval El Dique dentro del astillero y la preservación del dique seco original y otras instalaciones históricas, ya en desuso; siendo un pionero en museos de este tipo en España.

### Izar
El 22 de septiembre del 2001, como resultado de un proceso iniciado un año antes, cuando Astilleros Españoles S.A. es absorbido por la Empresa Nacional Bazán; se crea la nueva Compañía IZAR de Construcción y Reparaciones Navales. Este nuevo cambio de manos trae cambios y renovaciones a la Factoría de Matagorda, en especial inversiones de mejora tecnológica y de menor impacto ambiental, como nuevas cabinas de chorro y pintura, la ampliación de muelles o un nuevo taller de armamento.
Además, durante este período, la Junta de Andalucía declara como bienes de interés cultural el dique de carenas de 1878 y los restos del Castillo de Matagorda, que se encuentran en el recinto del astillero, en febrero de 2002.

### Navantia
Con el objetivo de mejorar la eficacia empresarial, la SEPI decide en diciembre de 2004 segregar la rama militar de la empresa y constituyendo con ella Navantia. Posteriormente se traspasa también la rama civil a dicha empresa, y con ella, el astillero de Puerto Real. Durante esta etapa se sigue apostando por la mejora tecnológica y se intenta competir con los grandes astilleros asiáticos mediante la especialización en plataformas petrolíferas, material para la industria eólica off-shore y buques de mayor valor añadido, como los LNG o ciertos encargos militares; junto a los encargos convencionales.
Además, parte del Puente de la Constitución de 1812 fue construido en área del astillero.
En abril de 2016, se trajo el acero necesario y se inició la construcción de uno de los cuatro petroleros tipo suezmax de 156 000 tpm encargados por la compañía española Ondimar en las instalaciones de Puerto Real en colaboración con la empresa coreana Daewoo Shipbuilding, siendo los primeros petroleros construidos en veinte años. Si se cumplen los plazos, el primer buque será entregado en diciembre de 2017, el segundo en febrero de 2018, el tercero en agosto de 2018 y el cuarto en noviembre del mismo año.

## Instalaciones
El astillero ocupa más de un millón de metros cuadrados de superficie dedicados a la construcción naval y las actividades que derivan de ésta, siendo el mayor astillero de España. Entre sus instalaciones podemos encontrar con el dique seco más ancho de Europa y el segundo más grande —sólo superado por el astillero Harland & Wolff de Belfast—, con 500 metros de longitud y 100 de anchura, permitiendo la construcción de barcos de hasta 1 000 000 tpm; el otro dique seco, que data del 1878 que pese a ser utilizado como museo tiene las bombas aún operativas; dos grúas pórtico de las mayores del mundo, con un vano de 190 metros y 600 toneladas de carga máxima; cinco grúas de tipo Luffing; pescantes; diversos muelles, y gradas para diferentes actividades y talleres varios: de pintura, de armamento, de conformado, de corte y de prefabricación.

## Algunas construcciones, por orden cronológico
Nombre de la construcción, tipología, año de entrega (N.º de construcción: C/ para los construidos en el dique de Matagorda, C- para los construidos en el nuevo dique) 
- Auxiliar Nº4, remolcador, 1890 (C/3)
- Lancha, lancha auxiliar, 1891 (C/2)
- Joaquín del Piélago, vapor de pasaje, 1892 (C/1)
- Padre Capitán, remolcador, 1893 (C/4)
- Gánguil, gánguil para fangos, 1893 (C/6)
- Candray, candray para carga general, 1893 (C/7)
- Larache, lancha, 1894 (C/9)
- Isidoro Pons, vapor, 1896 (C/8)
- Auxiliar Nº6, remolcador,  1897 (C/11)
- Auxiliar Nº5, remolcador, 1897 (C/12)
- Elena, lancha, 1898 (C/13)
- La Guardia, vapor, 1901 (C/15)
- José de Aramburu, carguero a vapor, 1903 (C/16)
- Barcaza A, barcaza, 1904 (C/17)
- J. Bustamante, vapor, 1904 (C/20)
- Barcaza B, barcaza, 1905 (C/18)
- Balandra, balandra gasera para abastecer las boyas del puerto de Cádiz, 1906 (C/21)
- Astillero, gánguil, 1906 (C/22)
- San Servando, gánguil, 1907 (C/23)
- San Germán, gánguil, 1907 (C/24)
- Barcaza C, barcaza, 1908 (C/19)
- Barcaza D, barcaza , 1909 (C/25)
- Barcaza E, barcaza , 1909 (C/26)
- Barcaza F, barcaza , 1909 (C/27)
- Barcaza G, barcaza, 1910 (C/28)
- Barcaza H, barcaza, 1910 (C/29)
- Barcaza I, barcaza, 1910 (C/30)
- C/36, pontona, 1910 (C/36)
- Barcaza J, barcaza, 1911 (C/31)
- Chalana, chalana militar, 1911 (C/32)
- Chalana, chalana militar, 1911 (C/33)
- Chalana, chalana militar, 1911 (C/34)
- Chalana, chalana militar, 1911 (C/35)
- Barcaza, barcaza militar, 1911 (C/37)
- C/38, pontona, 1911 (C/38)
- Chalana, chalana, 1912 (C/39)
- Barcaza K, barcaza, 1914 (C/40)
- María de los Ángeles, vapor, 1914 (C/41)
- Lanchón para Fernando Poo, lanchón portuario, 1915 (C/45)
- Lanchón para Fernando Poo, lanchón portuario, 1915 (C/46)
- Santa Isabel, vapor de pasaje, 1916 (C/43)
- San Carlos, vapor, 1917 (C/44)
- Trocadero, vapor utilizado para transportar trabajadores desde Cádiz al astillero, 1918 (C/49)
- Torregorda, vapor utilizado para transportar trabajadores desde Cádiz al astillero, conservado en la zona histórica, 1919 (C/50)
- Matagorda, vapor utilizado para transportar trabajadores desde Cádiz al astillero, conservado en la zona histórica, 1920 (C/51)
- Maribel, barcaza, 1920 (C/52)
- Manuel Arnús, transatlántico, 1923 (C/47)
- Canoa automóvil, canoa a motor, 1927 (C/55)
- Magallanes, transatlántico, 1928 (C/48)
- Genil, draga tipo Priestman, 1928 (C/56)
- Eduardo Benot, remolcador, 1929 (C/57)
- Barcaza, barcaza militar, 1930 (C/60)
- C/62, gánguil, 1930 (C/62)
- C/63, gánguil, 1930 (C/63)
- Capitán Miranda, buque oceanográfico e hidrográfico para la Armada del Uruguay, 1930 (C/64)
- Campomanes, petrolero, 1932 (C/65)
- Campeche, petrolero, 1934 (C/66)
- Aline II, ferry, 1934 (C/68)
- Potosí, cañonero para la Armada de México, 1936 (C/67)
- Malaspina, buque oceanográfico e hidrográfico para la Armada Española, 1937 (C/70)
- Barco puerta, buque puerta, 1941 (C/61)
- Campante, petrolero, 1945 (C/71)
- Bailén, petrolero, 1947 (C/72)
- Campiz, petrolero, 1950 (C/73)
- Villamanrique, buque frutero, 1952 (C/80)
- Villacastín, buque frutero, 1952 (C/81)
- Punta Europa, pasaje, 1952 (C/84)
- Villablanca, buque frutero, 1953 (C/82)
- Villamartín, buque frutero,  1953 (C/83)
- Camprovín, petrolero, 1954 (C/85)
- Camporreal, petrolero, 1956 (C/86)
- Escatrón, petrolero, 1956 (C/87)
- Albuera, petrolero, 1956 (C/88)
- Escombreras, petrolero, 1957 (C/89)
- María de los Dolores, petrolero, 1959 (C/90)
- Talavera, primer petrolero de gran tonelaje construido en España, para CEPSA, 1960 (C/91)
- Río Cubas, petrolero, 1960 (C/92)
- San Marcial, petrolero, 1961 (C/94)
- Artola, petrolero, 1961 (C/95)
- Safina e Arab, buque de carga y pasaje, 1962 (C/97)
- María Rosa, gánguil, 1963 (C/93)
- María Eulalia, gánguil, 1963, (C/100)
- Ciudad de Buenos Aires, buque de pasaje, 1964 (C/98)
- Torremolinos, remolcador, 1964 (C/103)
- Luis Pereda, granelero, 1965 (C/96)
- Punta Ureka, buque frigorífico, 1965 (C/102)
- Butados, gasero, 1965 (C/104)
- Butauno, gasero, 1965 (C/105)
- Sertosa Siete, remolcador, 1965 (C/115)
- DYC 1, barcaza, 1965 (C/132)
- DYC 2, barcaza, 1965 (C/133)
- 33 Orientales, buque de pasaje, 1966 (C/101)
- Marco Antonio, pesquero, 1966 (C/107)
- Gelo, pesquero, 1966 (C/108)
- Emiliano Alfonso Cabot, pesquero, 1966 (C/109)
- El Parné, pesquero, 1966 (C/110)
- Salmedina, pesquero, 1966 (C/111)
- KPR1, remolcador, 1966 (C/112)
- KPR2, remolcador, 1966 (C/113)
- KPR3, remolcador, 1966 (C/114)
- Minas del Frío, carguero, 1966 (C/116)
- Barrancabermeja, petrolero para la Armada Nacional de Colombia, 1966 (C/117)
- Loli Balbuena, pesquero, 1966 (C/118)
- Conchita García, pesquero, 1966 (C/119)
- Costa de la Luz, pesquero, 1967 (C/106)
- Cabo Izarra, buque de pasaje, 1967 (C/120)
- Abanto, gánguil, 1967 (C/121)
- Ciérvana, gánguil, 1967 (C/122)
- Suanzes, gánguil, 1967 (C/124)
- Reinosa, gánguil, 1967 (C/125)
- Sondica, gánguil, 1967 (C/126)
- Lourdes, draga de rosario, 1967 (C/127)
- Loreto, draga de rosario, 1967 (C/128)
- Sonsoles, draga de rosario, 1967 (C/129)
- El Pionero, pesquero, 1967 (C/137)
- Liana, carguero, 1967 (C/138)
- Campodarro, petrolero, 1967 (C/139)
- Fontibre, gánguil, 1968 (C/123)
- Valdivia, remolcador, 1968 (C/130)
- Colón, remolcador, 1968 (C/131)
- Campogenil, petrolero, 1968 (C/140)
- Dracaza IX, pontona, 1968 (C/153)
- Tumaco, petrolero, 1968 (C/142)
- Adriana, carguero, 1968 (C/143)
- Anamilena, carguero, 1968 (C/146)
- Inca Chaputepec, carguero para la Corporación Peruana de Vapores, 1968 (C/151)
- Subin River, carguero, 1969 (C/144)
- Klorte Lagoon,  carguero, 1969 (C/145)
- Campeador, petrolero, 1969 (C/149)
- Campomayor, petrolero, 1969 (C/150)
- Jovellanos, bulkcarrier, 1969 (C/154)
- Asturias, bulkcarrier, 1969 (C/155)
- Postrover, petrolero, 1970 (C/156)
- King James, granelero,  1970 (C/158)
- Virpazar, carguero, 1970 (C/160)
- Halcyon Skies, petrolero, 1971 (C/157)
- Aralar, bulkcarrier, 1971 (C/159)
- Kolasin, carguero, 1971 (C/161)
- Dubrovnic, granelero, 1971 (C/162)
- Magdalena del Mar, granelero, 1971 (C/163)
- Liébana, bulkcarrier, 1972 (C/164)
- Rumaila, petrolero, 1972 (C/165)
- Kirkuk, petrolero, 1972 (C/166)
- Ain Zalah, petrolero, 1972 (C/167)
- Pilar María, bulkcarrier, 1972 (C/169)
- Castillo de Manzanares, bulkcarrier, 1972 (¿C/172 o otra?)
- Jambur, petrolero, 1973 (C/168)
- Baba Gurgur, petrolero, 1973 (C/171)
- Séneca, bulkcarrier, 1973 (¿C/172 o otra?)
- Garthnewydd, bulkcarrier, 1973 (C/177)
- Nicholas G. Papalios, bulkcarrier, 1973 (C/178)
- Serir, petrolero, 1974 (C/173)
- Marsa el Hariga,  petrolero, 1974 (C/174)
- Fadura, bulkcarrier, 1974 (C/175)
- King Charles, bulkcarrier, 1974 (C/176)
- Aegis Link, bulkcarrier, 1974(C/179)
- Graiglas, bulkcarrier, 1974 (C/180)
- Matagorda 192, artefacto flotante para su uso en el astillero, 1974 (C/181, última construcción del dique de Matagorda)
- Aragón, petrolero, 1975 (C-1 del nuevo dique)
- Santillana, petrolero, 1977 (C-3), fue atacado por un misil Exocet iraquí en 1986.
- Castillo de Tamarit, petrolero, 1977 (C-?)
- Castillo de Salvatierra, petrolero, 1977 (C-?)
- Castillo de Bellver, petrolero, 1978 (C-4)
- Amoco Chicago, petrolero, 1979 (C-?)
- Castillo de Xàtiva, bulkcarrier, 1980 (C-14)
- Castillo de Almansa, bulkcarrier, 1980 (C-?)
- Río Tinto, petrolero, 1981 (C-?)
- Pilar, ?, ? (C-25)
- Almudena, ?, ? (C-26)
- Katowice II, Ro-Ro, 1982 (C-30)
- Poznan, Ro-Ro, 1982 (C-31)
- Gdansk II, Ro-Ro, 1983 (C-32)
- Wroclaw, Ro-Ro, 1983 (C-33)
- Mercedes, OBO, 1985 (C-35)
- Badak, OBO, 1985 (C-36)
- Maureen, OBO, 1985 (C-37)
- Dodsland, OBO, 1985 (C-38)
- Palacio, OBO, 1985 (C-41)
- Aquitaine (también conocido como Tito Tapias), petrolero Suezmax, 1990 (C-47)
- España 92 - Quinto Centenario, velero de competición para la Copa América, 1990 (botado) (C-?)
- Sandra Tapias (también conocido como Front Melody), petrolero Suezmax, 1991 (C-58)
- Vélez Blanco, petrolero Suezmax, 1993 (C-60)
- Bourgogne, petrolero VLCC, 1996 (C-?)
- Comanche, bulkcarrier, 1996 (C-76)
- Finnclipper, ferry, 1999 (C-78)
- Finneagle, ferry, 1999 (C-79)
- Navion Hispania, petrolero lanzadera, 1999 (C-83)
- Navion Anglia, petrolero lanzadera, 1999 (C-85)
- Stena Britannica, ferry, 2000 (C-80)
- Stena Hollandica, ferry, 2001 (C-81)
- Navion Odín, petrolero lanzadera , 2001 (C-84)
- Fortuny, ferry, 2001 (C-86)
- Cádiz Knutsen, gasero, 2004 (C-103)
- Cantabria, BAC para la Armada Española, 2010 (C-?)
- José Mª Entrecanales, Ro-Ro, 2010  (C-?)
- Superfast Baleares, Ro-Ro, 2010  (C-?)
- Meteoro, BAM para la Armada Española construido conjuntamente con las instalaciones de Navantia en San Fernando, 2011 (C-?)
- Rayo, BAM para la Armada Española construido conjuntamente con las instalaciones de Navantia en San Fernando, 2011 (C-?)
- Guaiquerí, patrullero para la Armada de Venezuela, 2011  (C-?)
- Warao, patrullero para la Armada de Venezuela, 2011  (C-?)
- Yekuana, patrullero para la Armada de Venezuela, 2011  (C-?)
- Kariña, patrullero para la Armada de Venezuela, 2012  (C-?)